# Барийе, Альбер
Альбер Барийе (фр. Albert Barillé;    14 февраля 1920 — 5 февраля 2009) — французский художник, сценарист и аниматор польского происхождения. Известен как создатель кукольного мультсериала Les Aventures de Colargol и мультипликационной саги Once Upon a Time…, а также как автор медицинских документальных фильмов, театральных пьес и популяризатор философии.
Заставьте наших детей мыслить, пробудите их любопытство. Также относитесь к ним как к самостоятельным людям, которые понимают гораздо больше, чем взрослые могут заставить нас поверить. Они будут за это тем сильнее и будут вам благодарны
. 

## Биография
Альбер Барийе родился 14 февраля 1920 года в Варшаве. Зарабатывать начал в раннем детстве, поскольку у родителей не было денег, чтобы оплатить его учёбу. Работать в сфере киноиндустрии начал в 1950-х годах, занимаясь созданием и распространением художественных фильмов в Латинской Америке.
В 1960-х Альбер Барийе решил направить свою деятельность на телевидение, которое, как ему казалось, было делом будущего. Его желанием было создавать фильмы для детей, которые не только развлекали бы их, но и обучали.
В 1968 году Альбер Барийе создал мультсериал Colargol, предназначенный для детей. Оставаясь независимым продюсером, он сам финансировал сериал (после отказа ORTF) и поручил производство Тадеушу Вилкоше, польскому аниматору киностудии Se-ma-for. Сериал быстро достиг высших оценок среди детских фильмов. Успех Colargol был таким, что сериал и особенно его персонаж сегодня вошли в популярную франшизу французских мультсериалов 1970-х, так же, как Nounours или Casimir 3.
В 1978 создаёт совместно с созданной им продюсерской компанией Procidis мультсериал Once Upon a Time... Man, который стал самым успешным французским мультсериалом для детей. Вслед за этим выходили также и другие мультсериалы, основанные на саге «Once Upon a Time». В частности, Once Upon a Time... Space (1982), Once upon a time... Life (1987), Once upon a time… the Americas (1992), Once upon a time… the Discoverers (1994), Once upon a time… the Explorers (1997) и Once upon a time… our Earth (2008). Кроме того, в 2000-х Альбер Барийе задумал серию о греческой мифологии, а также другую часть саги, которая должна выйти как «Il était une fois le progrès» — оба проекта не были реализованы из-за финансовых проблем.
Скончался 5 февраля 2009 в Нёйи-сюр-Сене.

## Фильмография
- Les Aventures de Colargol (1970)
- Once Upon a Time... Man (1978)
- Once Upon a Time... Space (1982)
- Once Upon a Time... Life (1987)
- Once Upon a Time... The Americas (1992)
- Once Upon a Time... The Discoverers (1994)
- Once Upon a Time... The Explorers (1997)
- Once Upon a Time... Planet Earth (2008)